# Addison Peale Russell

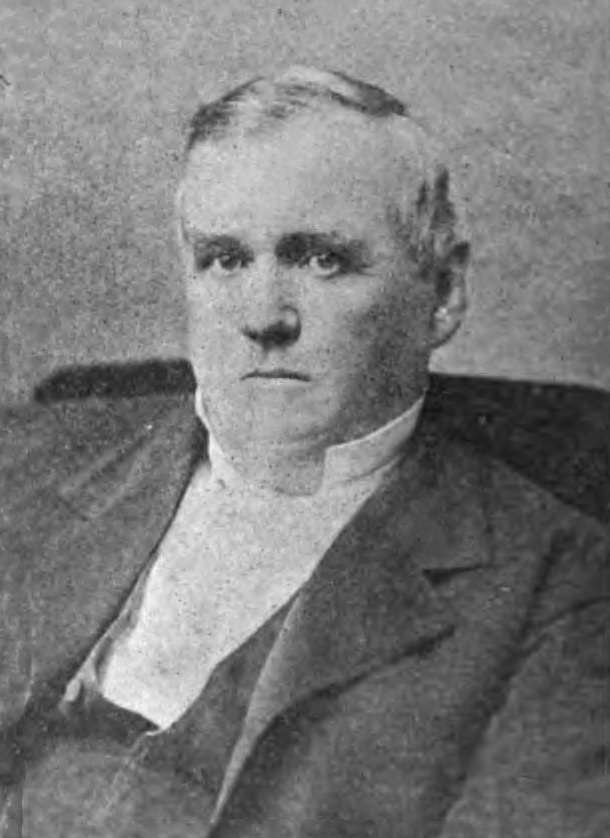
Addison Peale Russell

Addison Peale Russell (* 8. September 1826 in Wilmington, Ohio; † 24. Juli 1912 ebenda) war ein US-amerikanischer Zeitungsmann, Politiker (Republikanische Partei) und Schriftsteller. Er saß von 1856 bis 1857 im Repräsentantenhaus von Ohio und war von 1858 bis 1862 Secretary of State von Ohio.

## Werdegang
Addison Peale Russell wurde 1826 im Clinton County geboren. Seine Schulbildung endete mit der Grammar School. Im Alter von 16 Jahren nahm er eine Arbeit als Drucker bei einer Zeitung an. Bis zu seinem 19. Lebensjahr hat er sich zum Redakteur und Verleger der Hillsboro News hochgearbeitet. Er verfolgte eine Journalismuslaufbahn bis zu seinem Wechsel in die Politik und den Staatsdienst. 1850 wurde er Clerk im Senat von Ohio. Er vertrat später das Clinton County im Repräsentantenhaus von Ohio. Danach war er als Secretary of State tätig. Während des Bürgerkrieges wurde er zum Financial Agent für Ohio ernannt, stationiert in New York City. Russell zog sich 1868 aus dem öffentlichen Dienst zurück und widmete sich der Literatur. Er verstarb am 24. Juli 1912 in Wilmington und wurde dort zwei Tage später auf dem Sugar Grove Cemetery beigesetzt.

## Werke
Russell verfasste sieben Bücher während seiner Schriftstellerlaufbahn:
- 1867: Half Tints
- 1875: Library Notes
- 1882: Thomas Corwin
- 1884: Characteristics
- 1887: A Club of One
- 1890: In a Club Corner
- 1893: Sub-Coelum